# 亨利·圣叙尔
亨利·圣叙尔（瑞典語：Henri Saint Cyr，1902年3月15日—1979年7月27日），瑞典男子马术运动员。他曾代表瑞典参加1936年、1948年、1952年、1956年和1960年夏季奥林匹克运动会马术比赛，共获得四枚金牌。